# Jacques Pelzer
Jacques Pelzer (Luik, 24 juni 1924 - 6 augustus 1994) was een jazz-altsaxofonist, sopraansaxofonist, fluitspeler en orkestleider die een belangrijke rol speelde in de ontwikkeling van de jazz in België.
Als altsaxofonist werd Pelzer beïnvloed door Benny Carter en Charlie Parker, later door Lee Konitz en op sopraansaxofoon waren zijn idolen John Coltrane en Steve Lacy.
Na de Tweede Wereldoorlog speelde hij bij de legendarische Belgische bop-band 'de Bob Shots', waarin ook andere jazzpioniers als Bobby Jaspar, René Thomas en Sadi hebben meegespeeld. In Luik speelde hij na de oorlog altsaxofoon  in de amateurband La Session d’Une Heure.
In de vroege jaren zestig speelde Pelzer vaak met René Thomas en maakte ook opnames met hem, alsook met Bobby Jaspar en de Amerikaan Chet Baker. Met deze laatste werd hij bevriend en trad hij zelfs op in Carnegie Hall.
In de jaren zestig en zeventig kreeg Pelzer interesse voor free jazz en fusion en nam hij de soundtrack op voor de film "Le Départ" met Don Cherry, Philip Catherine, Gato Barbieri en anderen.
In de jaren tachtig en negentig toonde Pelzer een duidelijke voorkeur voor akoestische jazz en bebop-standards en daarnaast speelde hij ook nog steeds nummers uit zijn tijd met Chet Baker.
Jacques Pelzer maakte een opmerkelijke comeback naar de studio in 1990 met zijn cd-opname van Never Let Me Go, met zijn orkest Open Sky Unit en met Barney Wilen, Michel Graillier en Eric Legnini als gasten. Deze opname kreeg de prijs voor het beste jazzalbum van het jaar 1991.
In april 2005 werd op nummer 493 van de boulevard Solvay in Luik, het huis waar Pelzer heeft gewoond en gewerkt, de Jazz Club Jacques Pelzer geopend.
- Bibliothèque nationale de France: cb139679325 (data)
- Gemeinsame Normdatei: 1102140880
- International Standard Name Identifier: 0000 0003 7389 3607
- Library of Congress Control Number: no98022133
- MusicBrainz: a9af7459-575f-4a90-b584-f64cf3094fa1
- Istituto Centrale per il Catalogo Unico: DDSV270675
- Système universitaire de documentation: 19759526X
- Virtual International Authority File: 26676955
- WorldCat: E39PBJxMmwqhv3X3mwP6PDRYfq